# 도시원예
도시원예(Urban horticulture)는 도시 환경에서 자라는 식물에 대한 과학이자 연구이다. 주변 도시 지역을 유지하고 개선하기 위해 원예의 기능적 사용에 중점을 둔다. 도시원예는 도시화의 세계적인 추세에 따라 관심이 높아지고 있으며 도시 환경에서 식물의 수확, 미적, 건축적, 레크리에이션 및 심리적 목적과 영향을 연구하는 작업을 하고 있다.

## 역사
원예와 자연을 인간 문명에 통합하는 것은 도시 건설의 주요 부분이었다. 신석기 혁명 동안 도시는 종종 시장 정원과 농장을 무역 중심지로 삼아 건설되었다. 도시 원예에 대한 연구는 산업 혁명 동안 도시의 주요 성장과 함께 급속히 증가했다. 이러한 통찰력으로 인해 밭이 배후지의 농부들에게 분산되었다. 수세기 동안 주택, 공공 건물 등과 같은 건축 환경은 정원, 농장, 방목지, 부엌 정원, 농장, 일반 방목지 등의 형태로 경작과 도시의 일상이 통합되었다. 산업 혁명과 그에 따른 인구 증가로 인해 풍경이 급격히 바뀌고 녹지 공간이 벽돌과 아스팔트로 대체되었다. 19세기 이후에는 공장 지역의 건강하지 못한 환경에 대한 대응으로 일부 도시 공간에서 원예가 선택적으로 복원되었고, 도시에서는 공원이 개발되기 시작했다.

## 같이 보기
- 시민농장
- 그린월
- 유기농 원예
- 도시 농업
- 옥상정원
- 움
- 도시 농업
- 도시숲
- 수직농업
- 전시정원